# 石籬聖若望天主教小學

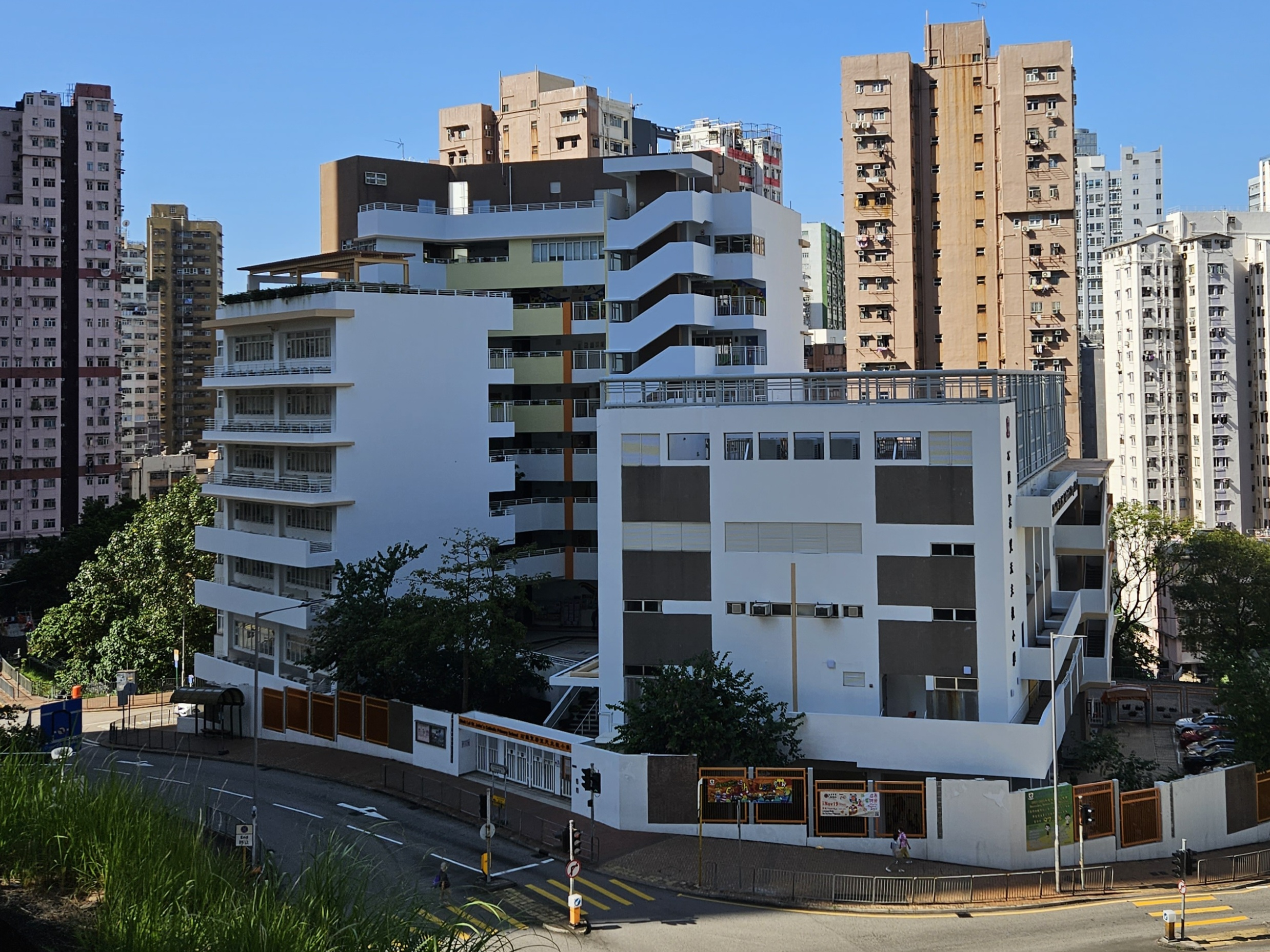
校舍

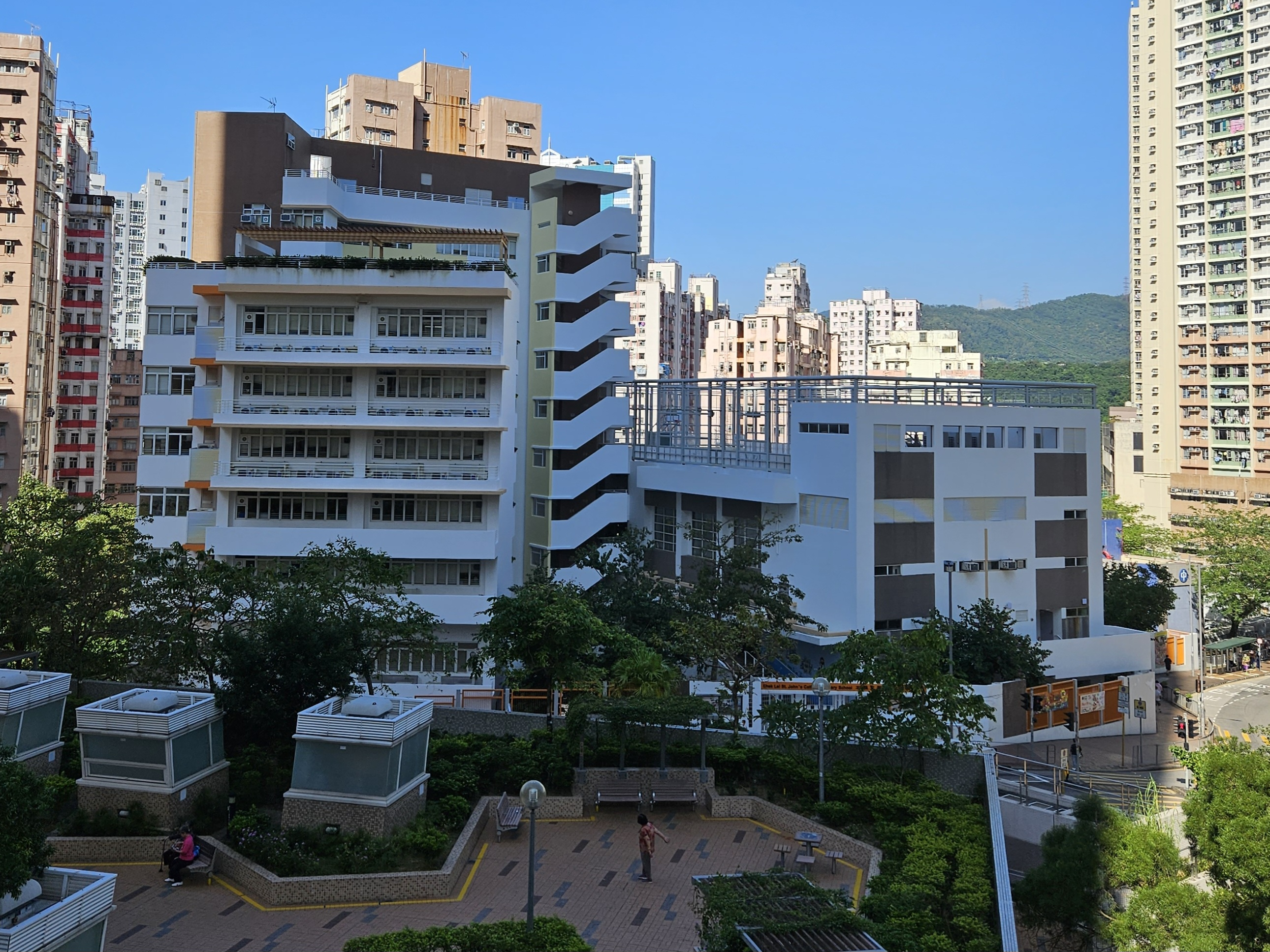
校舍

22°22′09″N 114°08′27″E / 22.369212429877518°N 114.14071654630432°E
石籬聖若望天主教小學（英語：Shek Lei St. John’s Catholic Primary School）於 1970 年創校，位於新界葵涌大白田街99號，是葵青區一所全日制天主教男女津貼小學，隸屬香港天主教教區，由香港天主教教育事務處管理。前身為石籬天主教小學下午校，並於 2009 年 11 月遷到現址。現任校監為蔡德昇太平紳士，校長為   陳寶怡女士。

## 教師編制

### 學歷
該校共有教師41名（包括校長）。具教育文憑之教師占100%，而學士學位則占100%，碩士、博士或以上占38%。另外具特殊教育培訓的教師占59%。

### 年資
教學年資0-4年的占全校8%，5-9年的占14%，而10年或以上則占78%。

## 設施
石籬聖若望天主教小學設有19個課室，除課室外尚有1個禮堂及1個圖書館，2個操場，以及各個特別室，祈禱室、英語樂園、數常園地、校園電視台、電腦室、活動中心、音樂室、視藝室、輔導室、抽離小組教學室。

## 課程發展重點
提供多元化學習平台，發揮學生潛能，提升自信心及學習表現 。 建立學習型社群，發展教師及學生的領導能力。